# Landgericht Liegnitz
Das Landgericht Liegnitz war ein preußisches Gericht der ordentlichen Gerichtsbarkeit im Bezirk des Oberlandesgerichtes Breslau mit Sitz in Liegnitz.

## Vorgeschichte
Im Jahre 1849 wurden in Preußen Appellationsgerichte gebildet, denen Kreisgerichte nachgeordnet waren, die für jeweils einen Landkreis als erstinstanzliche Gerichte dienten. Für Liegnitz entstand damit das Appellationsgericht Glogau mit 14 zugeordneten Kreisgerichten, darunter das Kreisgericht Liegnitz sowie das Schwurgericht Liegnitz.

## Geschichte
Das königlich-preußische Landgericht Liegnitz wurde mit Wirkung zum 1. Oktober 1879 als eines von 14 Landgerichten im Bezirk des Oberlandesgerichtes Breslau gebildet. Der Sitz des Gerichtes war Liegnitz. Das Landgericht war danach für die Stadt Liegnitz und die Landkreise Liegnitz, Bunzlau, Goldberg-Haynau, Jauer und Lüben zuständig. Ihm waren folgende Amtsgerichte zugeordnet:
| Amtsgericht                   | Sitz              | Bezirk |
| ----------------------------- | ----------------- | --- |
| Amtsgericht Bunzlau           | Bunzlau           | Kreis Bunzlau ohne den Teil der dem Amtsgericht Naumburg am Queis zugeordnet war |
| Amtsgericht Goldberg          | Goldberg          | Kreis Goldberg-Haynau ohne den Teil der dem Amtsgericht Haynau zugeordnet war |
| Amtsgericht Haynau            | Haynau            | aus dem Kreis Goldberg-Haynau den Stadtbezirk Haynau, die Amtsbezirke Altenlohm, Bärsdorf, Bielau, Conradsdorf, Haynau, Kreibau, Panthenau, Kaiserswaldau, Reisicht, Steinsdorf, Vorhaus und der Gemeinde- und Gutsbezirk Daudmannsdorf aus dem Amtsbezirk Straupitz |
| Amtsgericht Jauer             | Jauer             | Kreis Jauer |
| Amtsgericht Liegnitz          | Liegnitz          | Stadt Liegnitz und der Kreis Liegnitz ohne den Teil der dem Amtsgericht Parchwitz zugeordnet war |
| Amtsgericht Lüben             | Lüben             | Kreis Lüben |
| Amtsgericht Naumburg am Queis | Naumburg am Queis | aus dem Kreis Bunzlau den Stadtbezirk Naumburg am Queis und die Amtsbezirke Gersdorf, Gießmannsdorf, Seifersdorf und Ullersdorf |
| Amtsgericht Parchwitz         | Parchwitz         | aus dem Kreis Liegnitz den Stadtbezirk Parchwitz und die Amtsbezirke Leschwitz, Koitz, Parschwitz und Royn und Teile der Amtsbezirke Heidau, Seiffersdorf |

Der  Landgerichtsbezirk hatte 1888 zusammen 248.411 Einwohner. Am Gericht waren ein Präsident, ein Direktor und sechs Richter tätig. In Folge der Weltwirtschaftskrise wurden 60 Amtsgerichte auf Grund von Sparverordnungen aufgehoben. Mit der Verordnung über die Aufhebung von Amtsgerichten vom 30. Juli 1932 wurde das Amtsgericht Naumburg am Queis und das Amtsgericht Parchwitz zum 30. September 1932 aufgehoben und der Sprengel des Amtsgerichtes Naumburg am Queis den Amtsgerichten Bunzlau und Lauban und der des Amtsgerichtes Parschwitz dem Amtsgericht Liegnitz zugeordnet. Gegen die Schließung dieser Amtsgerichte agitierte die NSDAP in vielen Fällen. Nach der Machtergreifung 1933 wurden mit dem Gesetz über die Wiedereinrichtung aufgehobener Amtsgerichte und die Schaffung von Zweigstellen der Amtsgerichte vom 29. August 1933 eine Reihe dieser im Vorjahr aufgehobenen Gerichte zum 1. Oktober 1933 wieder eingerichtet, darunter auch das Amtsgericht Naumburg am Queis.
Im Jahre 1945 wurden der Landgerichtsbezirk unter polnische Verwaltung gestellt und die deutschen Einwohner vertrieben. Damit endete auch die Geschichte des Landgerichtes Liegnitz.

## Richter
- Busso von Bismarck (von 1879 bis 1880 Direktor)